# 冨田龍起
冨田 龍起（とみた たつき）は、日本の実業家。ウェブブラウザVivaldiを開発するVivaldi Technologiesの共同創設者であり、COOである。

## 来歴
鹿児島県出身。鹿児島工業高等専門学校機械工学科を経て、北海道大学経済学部を卒業。中部電力での勤務の後、2001年にオペラ・ソフトウェアに入社する。
オペラ・ソフトウェア退社後に、ヨン・スティーブンソン・フォン・テッツナーとともにVivaldi Technologiesを立ち上げた。